# 최탄
최탄(崔坦, ?~?)은 고려 시대 후기의 역신(逆臣)이다.

## 이력
1269년(원종 10년) 서북면 병마사의 기관(記官)을 지내던 중 반란을 일으켜 서경을 비롯한 북계(北界)의 54성과 자비령(慈悲嶺) 이북 서해도(西海道)의 6성을 들어 원나라에 투항하였다.
1270년(원종 11년) 쿠빌라이 칸이 자비령 이북의 영토를 직속령으로 모두 원나라에 편입하여 서경에 동녕부를 설치하면서 동녕부 총관(摠管)에 임명되었다. 그가 태어난 해와 죽은 해는 알려져 있지 않다.
다만, 1290년 동녕부가 고려에 반환될 때 유민들을 이끌고 서간도로 이주한 것으로 추정된다.

## 같이 보기
- 조휘
- 탁청
- 이완용